# Cheiraster horridus
Cheiraster horridus is een zeester uit de familie Benthopectinidae.
De wetenschappelijke naam van de soort werd in 1906 gepubliceerd door Walter Kenrick Fisher.